# Allan Martin
Allan Martin (* 1873; † 12. Mai 1906 in Springburn, Glasgow) war ein schottischer Fußballspieler.

## Karriere und Leben
Allan Martin kam im Jahr 1892 vom Northern FC zu den Glasgow Rangers. Für die Rangers spielte er in der Saison 1892/93 in zwei Partien. Nach seinem Debüt gegen Leith Athletic am 1. Oktober 1892, kam er am 15. Oktober zu einem weiteren Einsatz gegen den FC St. Mirren. Am 1. Juni 1893 wechselte er zu Hibernian Edinburgh, mit dem er in den Spielzeiten 1893/94 und 1894/95 zweimal Zweitligameister wurde. Allan Martin erzielte dabei in 32 Ligaspielen 27 Tore. Im Juni 1895 wechselte Martin zu Celtic Glasgow. Sein Debüt gab er am 10. August 1895 gegen den FC Dundee, bei dem er gleich das erste Tor schoss. Bis zum Ende der Saison 1895/96 erzielte er 17 weitere Treffer, davon alleine fünf beim 7:0-Erfolg gegen Third Lanark im November 1895.
Mit Celtic gewann er am Saisonende die Schottische Meisterschaft und den Glasgow Cup. Mit 18 Toren in 17 Spielen wurde Martin zudem Torschützenkönig. Im Sommer 1896 entschied er sich dazu wieder zu den Hibs zurückzukehren. Dort absolvierte er bis 1899 in der 1. Liga 40 Spiele und erzielte 17 Tore. Martin kam zudem in einer Reihe von Repräsentativspielen zum Einsatz, darunter 1890 (gegen Edinburgh) und 1892 (gegen Sheffield) für eine Glasgower Auswahl, 1894 für eine Stadtauswahl von Edinburgh gegen Renfrewshire, im März 1896 zwei Mal für eine Schottland-Auswahl in Trial-Matches gegen Celtic und im Februar 1896 erzielte er drei Tore in einem Ligavergleich der Scottish League gegen die Irish League.
Er starb im Jahr 1906 im Alter von 33 Jahren an Tuberkulose und Pleuritis im Glasgower Stadtteil Springburn.

## Erfolge
mit Hibernian Edinburgh:
- Schottischer Zweitligameister (2): 1894, 1895

mit Celtic Glasgow:
- Schottischer Meister (1): 1896
- Glasgow Cup (1): 1896

Individuell:
- Torschützenkönig (1): 1896